# La Libertad, Zamboanga del Norte
La Libertad là một đô thị cấp năm ở tỉnh Zamboanga del Norte, Philippines. Theo điều tra dân số năm 2000, đô thị này có dân số 7.419 người trong 1.617 hộ.

## Các đơn vị hành chính
La Libertad, về mặt hành chính, được chia thành 13 khu phố (barangay).
- El Paraiso
- La Union
- La Victoria
- Mauswagon
- Mercedes
- New Argao
- New Bataan
- New Carcar
- Poblacion
- San Jose
- Santa Catalina
- Santa Cruz
- Singaran